# TrES-4b
TrES-4b là một hành tinh ngoài Hệ Mặt Trời được phát hiện năm 2006 và được công bố năm 2007 bởi Trans-Atlantic Exoplanet Survey sử dụng phương pháp chuyển động đi qua. Nó cách chúng ta khoảng 1.430 năm ánh sáng (440 pc), về phía chòm sao Vũ Tiên.
TrES-4b quay quanh ngôi sao chủ của nó GSC 02620-00648 A mỗi 3,543 ngày và gây nhật thực khi quan sát từ Trái Đất. Nó nặng khoảng 0,919 lần so với Sao Mộc nhưng có đường kính lớn hơn Sao Mộc 1,799 lần, và là hành tinh lớn nhất từng được phát hiện (nhỏ hơn là WASP-17b, và được phát hiện ngày 1 tháng 5 năm 2009), nên tỷ trọng trung bình của nó chỉ đạt 0,333 gram/cm³. Do đó, đây là hành tinh lớn nhất và có tỷ trọng thấp nhất từng được biết đến tại thời điểm phát hiện ra nó.

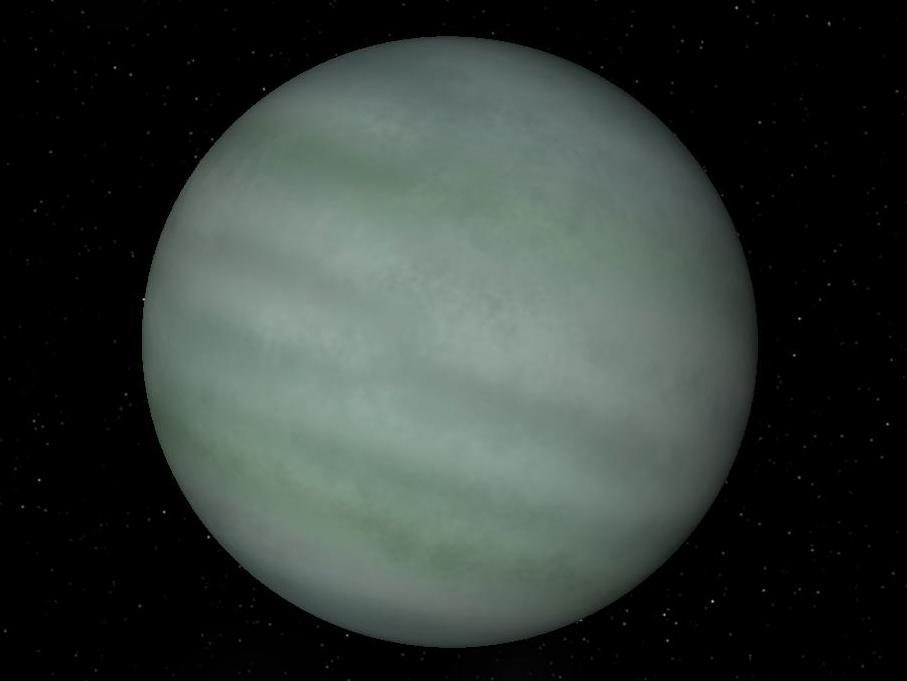
Minh họa TrES-4b.

Bán kính quỹ đạo của TrES-4b là 0,05091 AU, nên nhiệt độ bề mặt của nó được phỏng đoán vào khoảng 1782 K. Yếu tố này không đủ để giải thích cho tỷ trong thấp của nó, mặc dù hiện người ta không rõ lý do tại sao TrES-4b lại lớn đến thế. Nguyên nhân có thể là nó nằm gần một ngôi sao mẹ với mức chiếu sáng cao gấp 3-4 lần so với Mặt Trời và nội nhiệt bên trong hành tinh.
Một nghiên cứu năm 2009 kết luận rằng hệ GSC 06200-00648 là một hệ sao đôi từ đó cho phép xác định các thông số sao và hành tinh thậm chí còn chính xác hơn.